# Llista d'esglésies de Sabadell

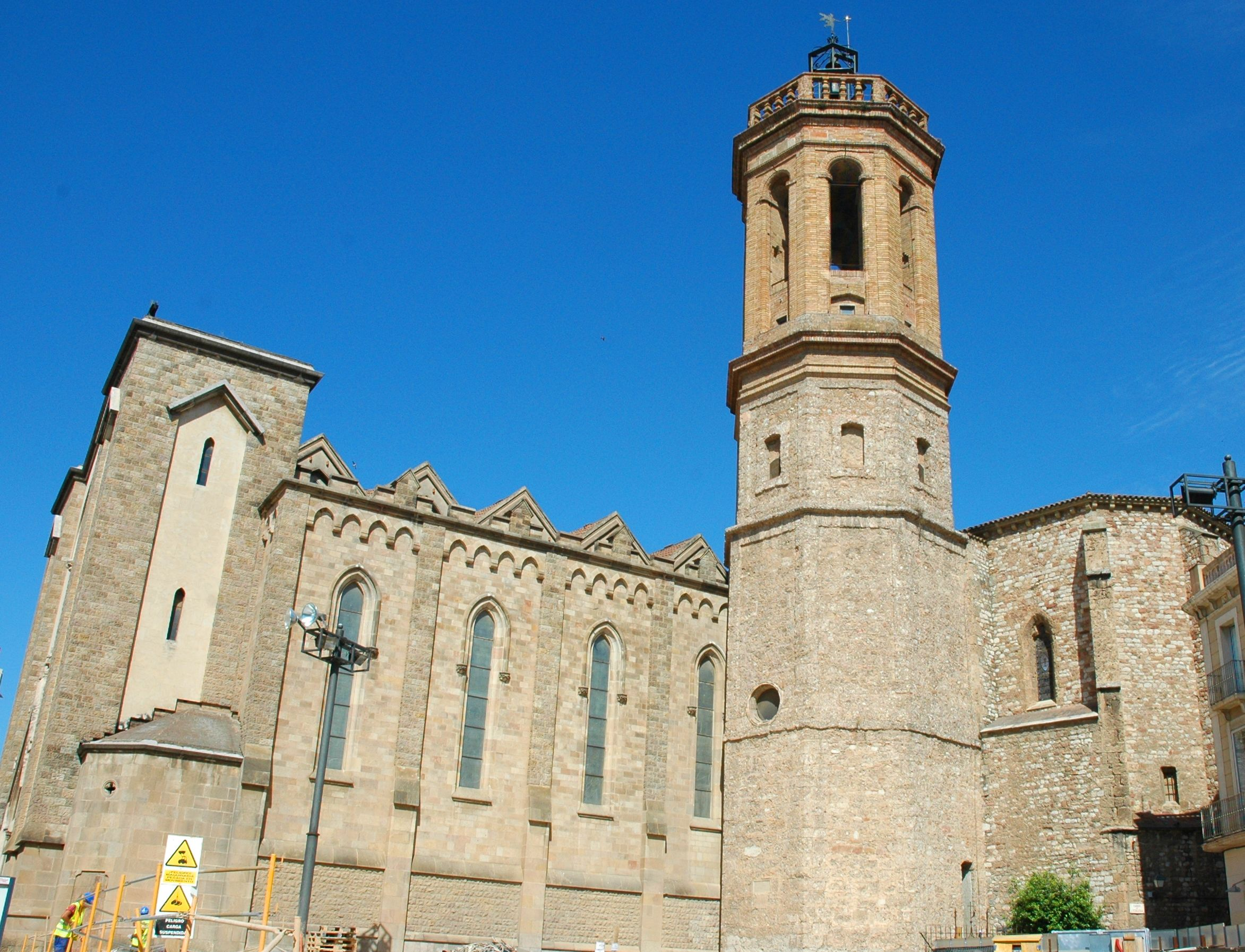
Església de Sant Fèlix al racó del Campanar

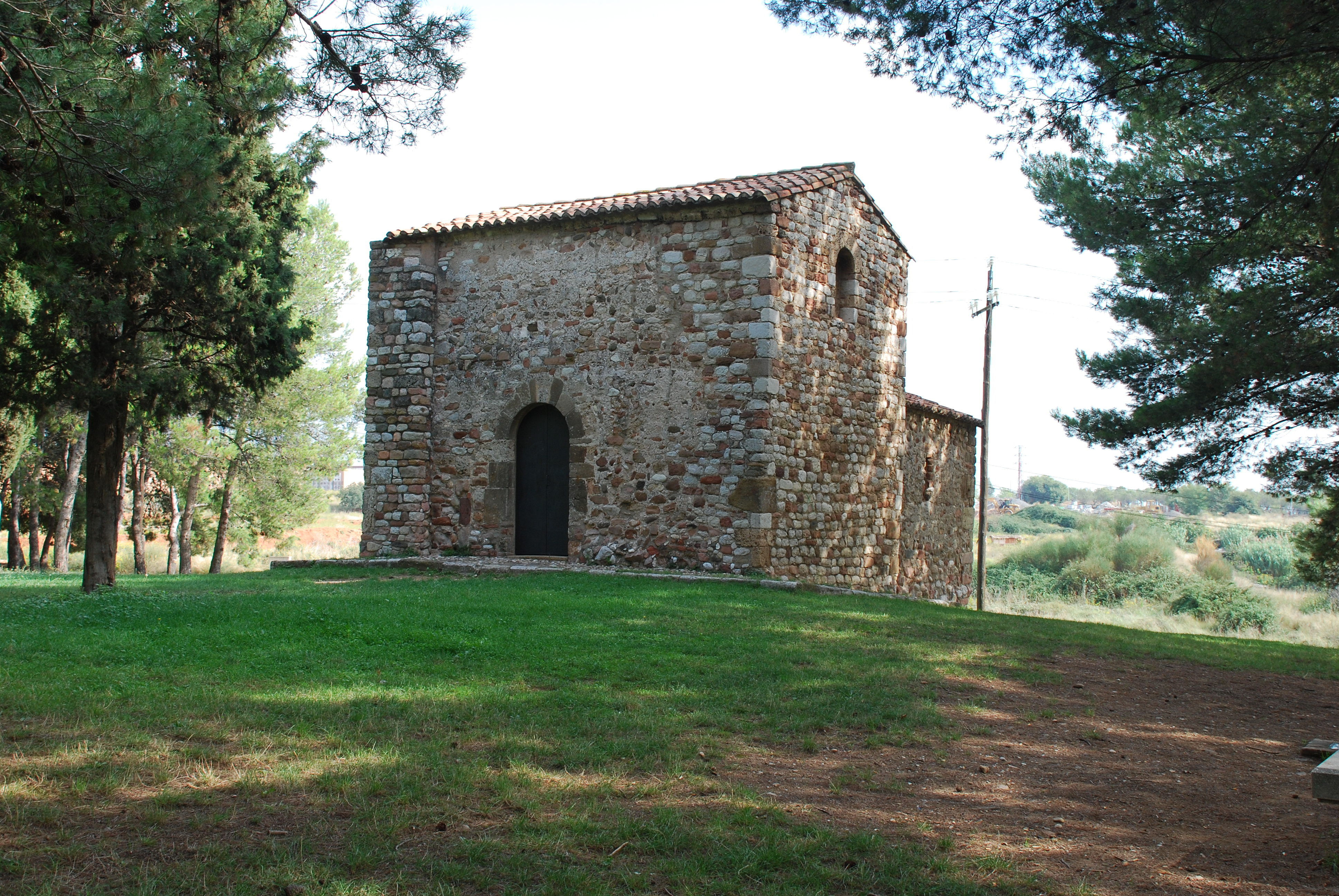
Ermita romànica de Sant Nicolau a Sant Nicolau

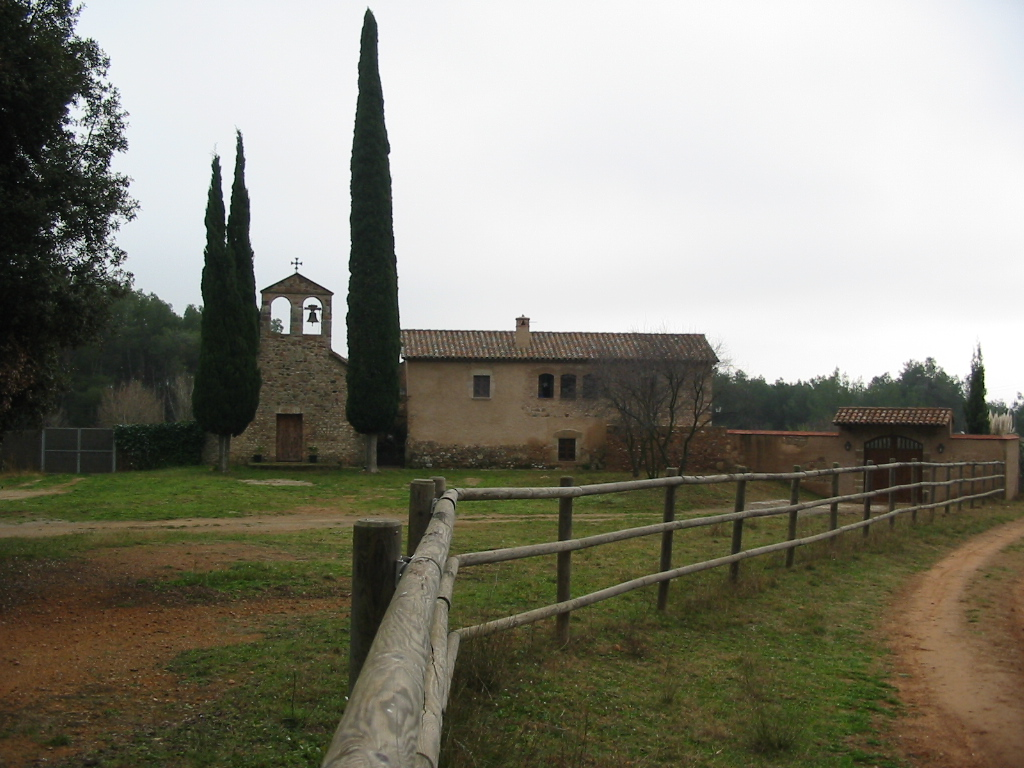
Ermita romànica de Togores a Togores

Les esglésies de Sabadell depenen de la diòcesi de Terrassa, creat el 15 de juny de 2004 com a segregació de l'Arquebisbat de Barcelona, que, al seu torn, pertany a la província eclesiàstica de Barcelona. El Bisbat de Terrassa, que gairebé comprèn la totalitat del Vallès, s'organitza en onze arxiprestats, tres dels quals són a Sabadell:
1. Sabadell Centre: Conté deu parròquies, entre les quals inclou les del centre de Sabadell, Sant Feliu del Racó (Castellar del Vallès) i Sant Quirze del Vallès. L'arxiprest és Mn. Josep Maria Cot del Valle.
2. Sabadell Nord: Conté nou parròquies, entre les quals inclou les de la part nord de Sabadell, Polinyà i Sentmenat. L'arxiprest és Mn. Josep Maria Oca i Riaño.
3. Sabadell Sud: Conté sis parròquies, entre les quals inclou les de la part sud de Sabadell, Badia del Vallès i Barberà del Vallès. L'arxiprest és el pare Anton Maria Sánchez i Bosch.

## Esglésies
Aquesta és una llista de les 29 esglésies i edificis religiosos de Sabadell:
| Església                                | Ubicació                                            | Arxiprestat |
| --------------------------------------- | --------------------------------------------------- | ----------- |
| Ermita de Sant Vicenç de Verders        | Camí de Can Deu, Can Deu                            |             |
| Ermita de Togores                       | Prop ctra. de Caldes de Montbui, Togores            |             |
| Església de Sant Vicenç de Jonqueres    | Prop ctra. de Prats de Lluçanés, Can Puiggener      |             |
| Ermita de Sant Iscle i Santa Victòria   | Prop ctra. de Caldes de Montbui, La Salut           |             |
| Capella de Sant Nicolau                 | Camí de Sant Nicolau, Sant Nicolau                  |             |
| Ermita de Sant Pau de Riu-sec           | Prop ctra. de Bellaterra, Sant Pau                  |             |
| Església de Sant Agustí (Escolapis)     | Carrer Escola Pia, 80, Centre                       |             |
| Església de les Mares Escolàpies        | Carrer Sant Josep, 21, Centre                       |             |
| Parròquia de Sant Jaume apòstol         | Avinguda de Polinyà, 31, Poble Nou                  | Nord        |
| Parròquia de la Mare de Déu dels Dolors | Carrer de la Noguera Ribagorçana, 19, Torre-romeu   | Nord        |
| Església de Sant Julià d'Altura         | Carretera de Matadepera, km 4, Ca n'Oriac           | Nord        |
| Parròquia del Sagrat Cor                | Passeig de Sant Bernat, 46, Ca n'Oriac              | Nord        |
| Parròquia de Sant Josep                 | Carrer de Muntaner, 6, La Concòrdia                 | Nord        |
| Parròquia de Sant Roc                   | Carrer de Florit, 25, Can Puiggener                 | Nord        |
| Parròquia de Sant Antoni de Pàdua       | Carrer de Gustavo Adolfo Bécquer, 45-51, Can Rull   | Nord        |
| Parròquia de Sant Pere apòstol          | Grup Arrahona, 84, Els Merinals                     | Nord        |
| Parròquia de Sant Vicenç                | Avinguda Onze de Setembre, 160, La Creu Alta        | Centre      |
| Església de la Puríssima Concepció      | Via de Massagué, 21, Centre                         | Centre      |
| Parròquia de Sant Fèlix                 | Plaça de Sant Roc, 3, Centre                        | Centre      |
| Església de l'Immaculat Cor de Maria    | Plaça del Doctor Robert, 3, Centre                  | Centre      |
| Santuari de la Mare de Déu de la Salut  | Prop ctra. de Caldes de Montbui, La Salut           | Centre      |
| Parròquia de la Santíssima Trinitat     | Carrer de Zurbano, 47, Centre                       | Centre      |
| Església de Sant Salvador               | Plaça de Sant Salvador, la Cobertera                | Centre      |
| Parròquia de Sant Oleguer               | Passeig de Sant Oleguer, 17, La Nostra Llar         | Centre      |
| Parròquia de la Mare de Déu de Gràcia   | Carrer de Fiveller, 84, Gràcia                      | Centre      |
| Parròquia de la Sagrada Família         | Passeig Dos de Maig, 35, Les Termes                 | Sud         |
| Parròquia de Sant Francesc d'Assís      | Carrer de Pizarro, 18, La Creu de Barberà           | Sud         |
| Parròquia de Sant Jordi                 | Carrer de Francesc Casañas, 103, La Creu de Barberà | Sud         |
| Parròquia de la Santa Creu              | Plaça de Triana, 9, La Creu de Barberà              | Sud         |